# Fire and Water (Stargate SG-1)
Fire and Water (Fuego y Agua) es el decimotercer episodio de la primera temporada de la serie de televisión de ciencia ficción Stargate SG-1.

## Trama
Todo comienza cuando 3 de los miembros del SG-1 vuelven temprano de su misión, creyendo que Daniel Jackson está muerto. Todos son examinados e interrogados estando aún bajo un fuerte shock. Dicen que Daniel murió quemado y que ellos sobrevivieron sumergiéndose en un mar cercano. Le dan a Daniel una ceremonia fúnebre militar completa y una guirnalda es enviada por el Stargate. Cuando se menciona la posibilidad de volver a ir al planeta para traer el cuerpo, el equipo reacciona con protestas horrorizadas. Ellos se toman una semana libre para relajarse.
Aunque el Dr. Jackson para el SGC está muerto, él en realidad fue secuestrado por un alienígena, que quiere que Daniel traduzca varias escrituras cuneiformes antiguas. Cuando Daniel las lee, dice que hablan sobre una tal Omoroca, lo que provoca el enojo de ser. Le pregunta qué le ha sucedido a su compañera, o sea Omoroca. Daniel no entiende qué le ha sucedido, pero el extraterrestre cree que miente. También piensa que la Tierra todavía está dominada por los Goa'uld, y cree que Daniel es uno. En ese momento, Daniel estalla, preguntando porque él serviría a los que se llevaron a su esposa.
En la Tierra todos los miembros del SG-1 no pueden parar de pensar en la muerte de Daniel, especialmente el Coronel O'Neill que reacciona muy enojado por esto. Él está considerando retirarse. Mientras tanto Daniel se frustra más con el trabajo para el alienígena, quien tampoco ayuda mucho y que solo desea saber lo que sucedió con su compañera.
Mientras tanto, la Dra. Fraiser examina al equipo, de nuevo y descubre que fueron manipulados. Finalmente, después de varias pruebas (incluyendo hipnosis) verifican que las imágenes sobre la muerte de Daniel son falsas. Se monta una misión de rescate y vuelven al planeta. Alcanzan el océano en donde vieron por última vez a Daniel, pero no hay señales de él. Sin embargo, Jack dice que él no se irá sin Daniel esta vez.
Daniel en tanto, accede utilizar la tecnología que el alienígena uso para engañar al SG-1, para así recordar lo que se supone ocurrió con la con Omoroca. Gracias a esto, descubre que su captor es un Oannes, y que el Goa'uld Belus mató a Omoroca. Sabiendo ahora esto, Nem (El extraterrestre que lo secuestro) decide dejar ir a Daniel, sugiriendo que su raza podría aliarse algún día con los Oannes. Nem dice “Con el tiempo, quizás." Entonces se va, y Daniel vuelve a casa con el SG-1, feliz de tenerlo de vuelta, a discutir con los demás lo que sucedió mientras él estaba ausente.

## Artistas invitados
- Gerard Plunkett como Nem.
- Eric Schneider como el Dr. MacKenzie.
- Teryl Rothery como la Dra. Janet Fraiser.
- Gary Jones como Walter Harriman.